# Kinos in Düren

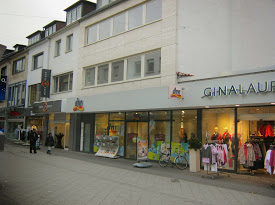
Standort des Germania-Kinos 2015

Früher gab es viele Kinos in Düren. Düren ist eine Kreisstadt in Nordrhein-Westfalen. Heute besteht nur noch das 1998 eröffnete Comet-Cinema in Düren-Nord, welches 2013 nach einem Eigentümerwechsel in Das Lumen umbenannt wurde, in der Fritz-Erler-Straße.
Das Lumen Filmtheater ist ein modernes Multiplex-Kino mit mittlerweile acht Sälen und insgesamt 1.334 Plätzen, davon 43 D-Box Motion Seats. Die ursprünglichen sieben Säle wurden im September 2018 um einen kleinen 8. Saal „My Private Lumen“ im Erdgeschoss erweitert. Das Kino verzichtet auf klassische Produktwerbung vor den Filmen. Das Konzept der „werbefreien Leinwände“ wird durch verschiedene Kooperation ermöglicht.
Viele Kinos wurden im Zweiten Weltkrieg zerstört und nicht wieder aufgebaut. Andere mussten wegen Zuschauermangels auf Grund des Fernsehens und anderer Medien etc. schließen.
- Das Apollo[3], Oberstraße 50 in Düren, gab es ab 1919 mit 276 Plätzen. Es nannte sich auch „Dürener Lichtspielhaus“.
- Das Biograph[4], Nideggener Str. 55 in Düren-Süd, wurde vor 1919 gegründet.
- Das Burg-Theater, später auch Scala[5] genannt, befand sich bis in die 1960er Jahre auf der Monschauer Straße in Rölsdorf etwa gegenüber der Straße „Zum Volkspark“. Heute befindet sich auf dem Grundstück das Haus Monschauer Straße 144 mit einem Garagenhof. Das Kino war in einem heute nicht mehr vorhandenen Anbau (Saal).
- Die Filmbühne war im Hause Meckerstraße 15 in Düren-Nord beim (Ersatz)-Stadttheater nach dem Krieg ab 1947 beheimatet.
- Das Filmtheater Lendersdorf befand sich im Dürener Stadtteil Lendersdorf im Hause Hauptstraße 92. Es wurde in den 1960er Jahren geschlossen. Noch heute erinnert die Bushaltestelle Kino der Dürener Kreisbahn (DKB) an das Filmtheater.[6]
- Das Germania[7], stand mitten in der Haupteinkaufsstraße in der Innenstadt, der Wirtelstraße 23. Das Haus beherbergt heute einen Drogeriemarkt. Das Kino war schon 1912 gegründet worden und hatte 912 Sitzplätze. Damit war es das größte Kino in Düren bis zum Neubau des Comet-Cinemas.
- Das Gloria war im Dürener Stadtteil Merken. Es stand in der Echtzer Straße und hatte 325 Plätze. Es war damit für den kleinen Ort eigentlich zu groß.
- Die Jugendlichtspiele im Haus Goethestraße 3 in der Innenstadt bestanden von 1927 bis zur Zerstörung im Krieg.
- Das Metropol im Dürener Grüngürtel wurde am 27. März 1957 eröffnet und bestand bis in die 1960er Jahre. Nachdem dort ein Supermarkt vor Jahren geschlossen hat, ist dort ein Nahversorgungs- und Dienstleistungszentrum eröffnet worden.
- Das Metropol von Josef Rixen war in der Innenstadt in der Kölnstraße 27. Es wurde 1925 mit 300 Plätzen eröffnet. Im gleichen Jahr zog es als Welt-Kinomatograph in die Oberstraße 50 in die Gaststätte „Düsseldorfer-Hof“ von Hubert Laprell um und hieß fortan Apollo (siehe oben).
- Die Neuen Lichtspiele[8], ein kleines Kino mit 143 Plätzen, befand sich in Düren-Ost am Ende der Kölner Landstraße 365.
- Die Nordlichtspiele[9] in Düren-Nord waren im Haus Ecke Neue-/Alte-Jülicher Straße. Dort befindet sich heute ein türkischer Supermarkt.
- Das Palast-Theater stand im Dürener Stadtteil Birkesdorf in der Dürener Straße 139. Es hatte 600 Plätze.
- Die Schauburg wurde als vorletztes Kino in Düren im Hause Josef-Schregel-Straße 4 in den 1980er Jahren abgerissen. Dort steht heute eine Einkaufspassage.

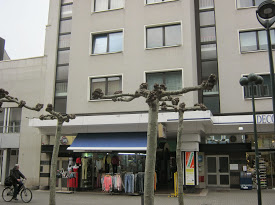
Der frühere Standort der Schauburg 2015

- Die UT-Lichtspiele[10], auch Kaiser-Kino[11], waren vor dem Zweiten Weltkrieg im Haus Wirtelstr. 20. Das UT war das letzte Kino in Düren und stand nach dem Krieg in der Kleinen Zehnthofstraße in der Innenstadt. In dem Gebäude befinden sich heute mehrere Geschäfte. Es bestand von 1916 bis zum 25. März 1998.